# South Place Chapel

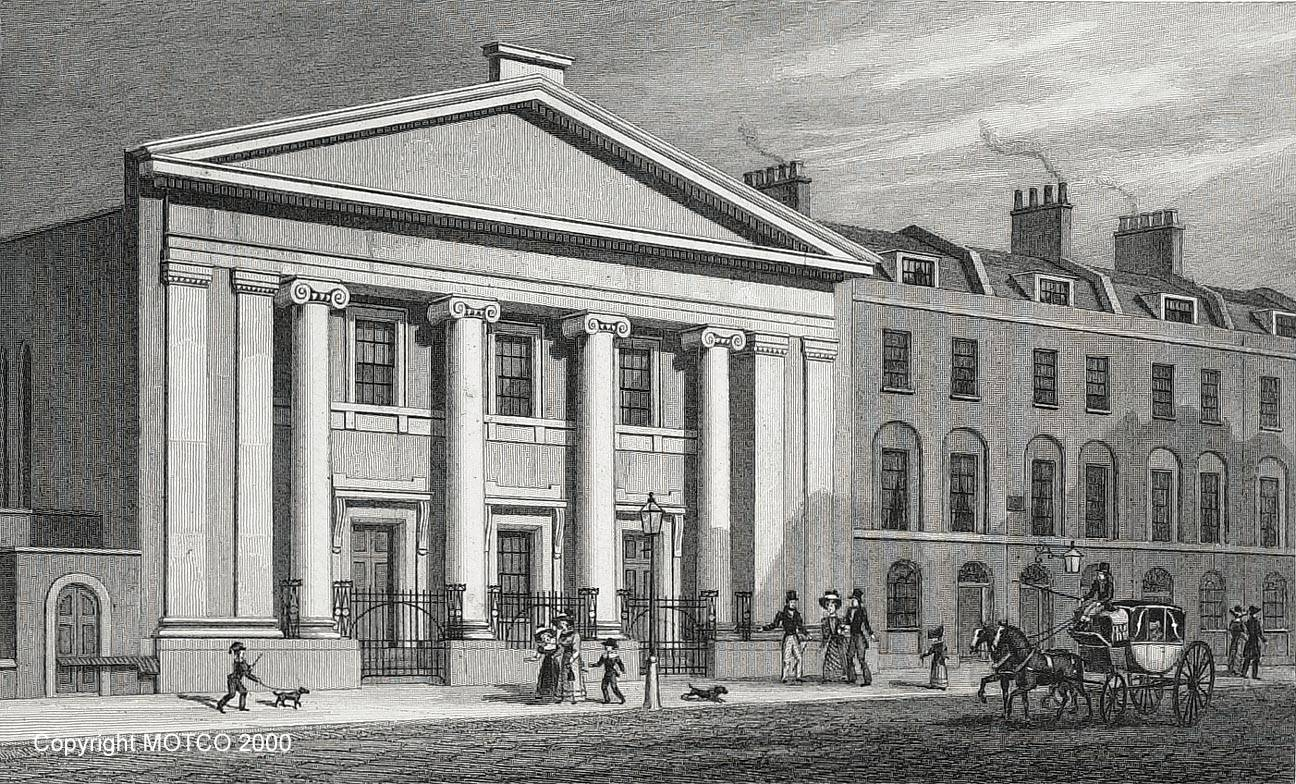
Die Unitarian Chapel am South Place, Finsbury

Die South Place Chapel war eine unitarische Kirche am South Place in London.

## Baubeschreibung und Geschichte
Die Kirche befand sich an der Stelle des heutigen River Plate House, 12–13 South Place, und grenzte seitlich bzw. rückseitig an die Gebäude der am Finsbury Circus gelegenen London Institution an. Sie wurde 1838 oder 1824 im  klassizistischen Stil errichtet. Die Fassade mit ihren drei Fensterachsen über zwei Geschossen wurde von vier weit gestellten ionischen Säulen und je zwei flachen Pilastern an den Fassadenseiten gegliedert. Diese Substruktion trug einen schlicht gestalteten Dreiecksgiebel. Da die Säulen recht dicht vor die Wand gestellt waren, handelte es sich mangels Begehbarkeit des Raumes hinter den Säulen nicht um einen Portikus. Die große Halle des Gebäudes fasste 800 Personen.
Das Kirchengebäude wurde zeitgenössisch als in jeder Hinsicht ungewöhnlich und abweichend vom wahren Glauben einer legitimen Architektur abgetan. Der Abbruch des Gotteshauses erfolgte 1924.
Als Minister der Chapel fungierte zwischen 1824 und 1852 William J. Fox, vormals Unterhausabgeordneter für den Bezirk Oldham. Stanton Coit war von 1887 bis 1891 Minister des Gotteshauses und nannte sie in South Place Ethical Society um. Er blieb dort bis 1928. Die Komponistin Eliza Flower (1803–1846) sang im Chor der Kirche und schrieb für diese ein Liederbuch.